# 斋食
齋食，現在往往是素食的代稱。原本指的是「过午不食」，过午不食从字面理解就是过了中午或午時（上午11时到下午1时）直到次日黎明都不再进食了，可說是一種斷食。過午不食是釋迦佛为出家比丘制定的戒律，在律部更常见的说法叫“不非时食”。

## 過午不食

### 词语释意
斋食则是宗教术语，对于原始佛教来说，「斋」主要是「不非時食」，俗稱「过午不食」，意思是在日出到中午才吃東西，食物的内容是甚麼都无所谓，過了午時就不允許吃東西。不管是吃素也罢，吃荤也罢，只要是过午不食就算是吃斋了。斋食对于佛教来说是很重要的事情，是八戒、十齋日戒和頭陀行之一，爲當時僧侶絕對必须遵守的戒律。其他宗教也有类似的斋戒。

### 缘由
《增一阿含经》云：迦留陀夷向暮日入，着衣持钵，入城乞食。尔时极为暗冥，时迦留陀夷渐渐至长者家。又彼长者妇怀妊，闻沙门在外乞食，即自持饭出惠施之。然迦留陀夷颜色极黑，又彼时天欲降雨，处处抴电，尔时，长者妇出门见沙门颜色极黑，即时惊怖乃呼，是鬼，自便称唤，咄哉，见鬼。即时伤胎儿，寻命终。由此因缘，佛遂立过午不食之制。

## 素食
佛教五戒要求不殺生（Ahimsa），但對於飲食，除了遠離飲酒之外，沒有特別規定；出家僧眾則有三淨肉，以及不為己索求「美食」（如，肉、魚以及乳、酪、石蜜等）等飲食限制的律制。
南傳上座部佛教沒有素食風尚，仍按照《律藏》的傳統規定，允許僧侶食用三淨肉。不過，有些僧人自願素食，如在緬甸第六次結集擔任大會主席的裊將尊者（Nyaungyan Sayādaw），和漢傳大乘不同的是，這並非僧團戒律，也非強制要求。雖然戒律並未要求，在上座部佛教國家中，仍有一定比例的素食人口。不少信眾基於慈悲動物的宗教因素自發茹素，另外華人移民也帶進九皇齋節齋戒吃素的宗教禮儀。
漢傳佛教則有素食文化的傳統，並和戒殺一起，同視為護生精神的展現。在《涅槃經》傳入中國前，已有六朝僧人「蔬食長齋」的記載。不過一般認為梁武帝對僧眾下詔「制斷酒肉」是漢傳佛教素食傳統成形的開始。在《梵網經》菩薩戒成為僧團普遍所受的戒律之後，斷酒肉和五辛的規定成為華人佛教信仰的素食文化特色。同時也在禁食之列的五辛，為五種具「辛味」的野菜：大蒜、薤/小根蒜、蔥、韭菜、興渠。
日本佛教在明治時代以前，一般僧侶禁止肉食妻帶。然自平安朝以來，即有部分僧侶娶妻食肉，引起諸多爭議。至淨土真宗開祖親鸞捨棄出家之傳統，採取在家生活，而形成肉食妻帶之宗風。明治年间废佛毁释，頒布《肉食妻帶的解禁》，日本其他宗派亦開始有允許肉食妻帶。不過，依然有很多僧侶堅持自我修行，反對政府下令許可僧侶食肉娶妻。日本佛教的肉食妻带主要是在末寺，因為末寺是父子世襲當主；本山的大寺仍要嚴守佛教戒律。日本有所謂「精進料理」，即是遵循佛教戒律的日本傳統料理，所用食材主要是當季蔬菜、山中野菜，不用魚、肉以及大蒜、洋蔥等五辛。
韓國之曹溪宗，於李承晚總統時代，發生比丘（清僧）與妻帶僧之論爭，妻帶僧別立為太古宗，允許肉食妻帶，並力主改革禁戒。曹溪宗仍維持傳統的戒律。
根據藏傳佛教領袖達賴喇嘛的說法，在大乘經藏中有未禁止三淨肉者，也有像《楞伽經》那樣完全禁止者，另舉出清辨《中觀心要》的註解作為若食三淨肉並無過失的例證。通常認為藏傳佛教在蒙藏地區因地理環境關係，高原地不長莊稼，缺乏食物，且高原气候寒冷，人需要更多热量及高营养价值食品以维持生命，所以不推行素食。

## 延伸閱讀
- Edward Washburn Hopkins (1906), The Buddhistic Rule against Eating Meat （页面存档备份，存于）. Journal of the American Oriental Society 27: 455-464.
- Philip Kapleau, To Cherish All Life: A Buddhist Case for Vegetarianism (San Francisco: Harper & Row, 1982) ISBN 0-940306-00-X
- Vegetarianism : Living a Buddhist life series (2004) by: Bodhipaksa
- Releasing life (chapter 4: 'The Debate'): published by The Corporate Body of the Buddha Educational Foundation, Taipei, Taiwan.
- Phelps, Norm. (2004). The Great Compassion: Buddhism and Animal Rights. Lantern Books.
- Page, Tony (1998), Buddhism and Animals (Nirvana Publications, London)
- Rangdrol, Shabkar Natshok. (Translated by Padmakara Translation Group.)  Food of Bodhisattvas: Buddhist Teachings on Abstaining from Meat.  Shambhala Publications, 2004.
- Anāgārika, Mahendra,  Theravāda Buddhism and Vegetarianism: A Review and Study Guide (Dhamma Publishers, 2019) ISBN 978-0-9990781-2-9

## 參閱
- 素食主義
- 齋菜
- 素齋
- 齋戒
- 禁食
- 食時五觀
- 食 (佛教)
- 齋廚（英语：Chu (Taoism)）
- 十齋日
- 齋教

## 外部連結
- The 17th Gyalwang Karmapa Orgyen Trinley, 'Vegetarianism in the Great Encampment and the Three-Fold Purity of Meat in the Vinaya' （页面存档备份，存于）
- The 17th Gyalwang Karmapa Orgyen Trinley 'His Holiness on Vegetarianism' （页面存档备份，存于）
- Shabkar.org: Resources on Buddhism & Vegetarianism （页面存档备份，存于）

- Buddhist Resources on Vegetarianism and Animal Welfare （页面存档备份，存于）
- A Buddhist Perspective on Animal Rights （页面存档备份，存于）
- Buddhism and Vegetarianism （页面存档备份，存于）
- Buddhism and the Moral Status of Animals （页面存档备份，存于）